# 哈爾巴洛 (堪薩斯州)
哈爾巴洛（英語：Jarbalo）是位於美國堪薩斯州萊文沃思縣的一個非建制地區。

## 地理
哈爾巴洛所處的海拔為高於海平面276米（即906英呎），而該地所採用的時區為UTC-6，即北美中部時區（CST）。同時該地設有夏令時間，為UTC-6調快一小時，即UTC-5（CDT）。